# Aquilegia laramiensis
Aquilegia laramiensis är en ranunkelväxtart som beskrevs av Nelson. Aquilegia laramiensis ingår i släktet aklejor, och familjen ranunkelväxter. Inga underarter finns listade i Catalogue of Life.

## Bildgalleri

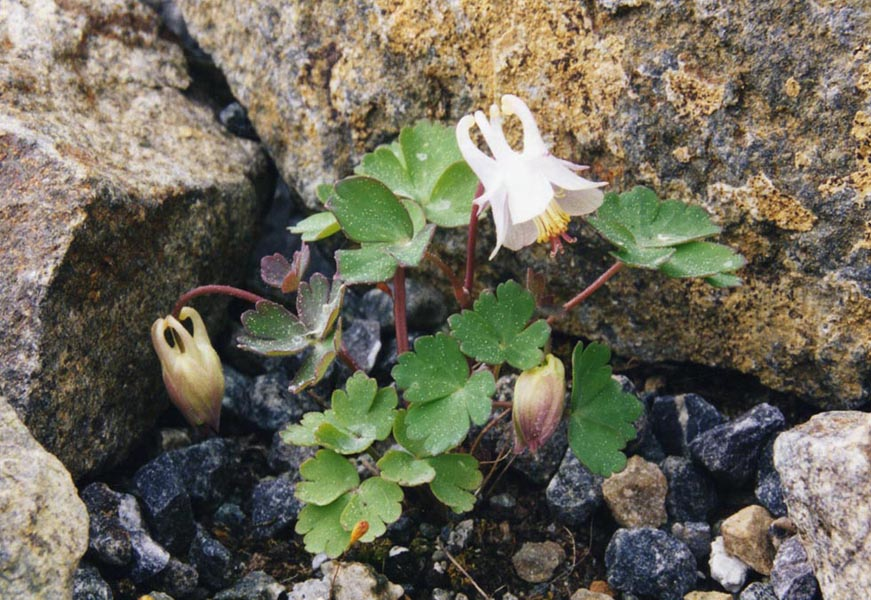